# منتخب سريلانكا تحت 20 سنة لكرة القدم
منتخب سريلانكا تحت 20 سنة لكرة القدم هو ممثل سريلانكا الرسمي في المنافسات الدولية في كرة القدم في فئة كرة قدم تحت 20 سنة للرجال.